# 239593 Tianwenbang
239593 Tianwenbang è un asteroide della fascia principale. Scoperto nel 2008, presenta un'orbita caratterizzata da un semiasse maggiore pari a 2,3335259 UA e da un'eccentricità di 0,0645110, inclinata di 3,60411° rispetto all'eclittica.
L'asteroide è dedicato all'omonima associazione di club liceali di astronomia nella città taiwanese di Kaohsiung.